# Hugo Pérez
Hugo Leonardo Pérez (Avellaneda, 6 de outubro de 1968) é um ex-futebolista argentino que atuava como volante. Notabilizou-se como o último campeão internacional pelos dois lados do Clássico de Avellaneda, sendo por mais de vinte anos também o último campeão por ambos.
Reconhecido pelo bom passe e distribuição de bola, bem como pela precisão na cobrança de faltas e pênaltis, Perico Pérez ganhou a Supercopa Libertadores tanto pelo Racing (em 1988, ano em que esteve no Olimpíadas de Seul) como pelo Independiente (em 1994), no qual também obteve um título no campeonato argentino, igualmente em 1994 (no Clausura), ano em que esteve também na Copa do Mundo com a Seleção Argentina.
Embora tenha colhido mais sucesso no Rojo, sempre declarou-se torcedor racinguista, a ponto até de recusar a comemorar um gol feito pelo Independiente no clássico. Seu profissionalismo acabou fazendo-o respeitado do clube vermelho, pelo qual seus pais e irmãos sempre haviam torcido, embora a "traição" lhe tornasse um renegado perante a torcida do time alviceleste, pelo qual simpatiza desde garoto por influência de um tio.
Após parar de jogar, continuou defendendo ambos os clubes de sua cidade-natal, em jogos de showbol e/ou em torneios amistosos com jogadores veteranos.

## Carreira clubística

### Racing

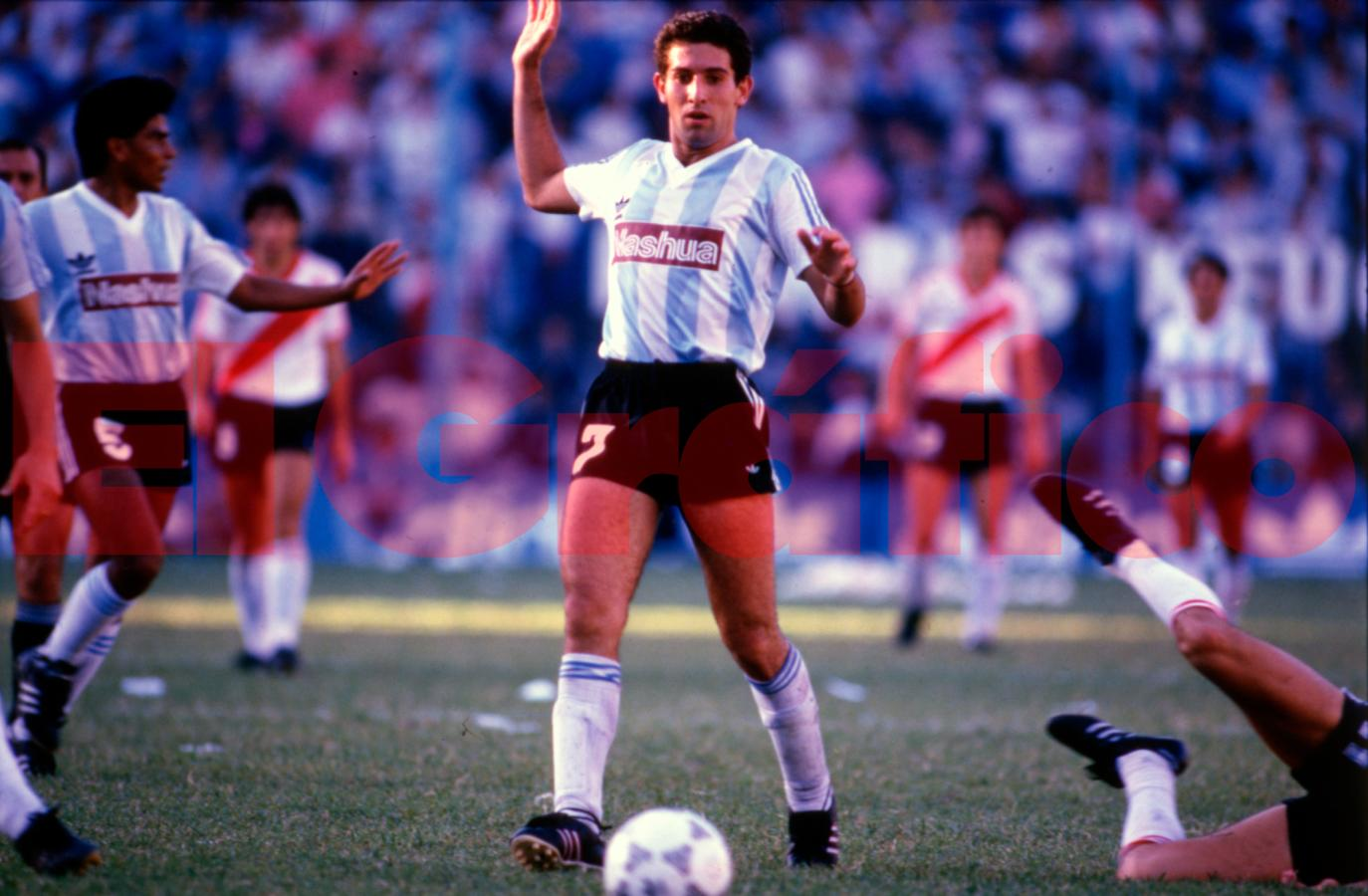
Pelo Racing em 1988.

Formado nas categorias de base do Racing, nelas ganhou o apelido de Perico - "periquito" em espanhol e também um trocadilho com seu sobrenome Pérez. Estreou em 7 de dezembro de 1987 no time adulto; o treinador Alfio Basile, na ocasião, o fez substituir Rubén Paz (autor de três gols no jogo) nos três minutos finais de vitória por 3-1 sobre o Estudiantes de La Plata pela 18ª rodada do campeonato argentino de 1987-88.
O primeiro jogo como titular deu-se na 29ª rodada daquele campeonato, em 20 de março de 1988, em vitória de 3-1 sobre o Argentinos Juniors. O clube vinha em paralelo começando a disputar a edição inaugural da Supercopa Libertadores, com jogos em fevereiro e março contra o Santos, ambos ainda sem Pérez.
Na 30ª rodada, novamente titular, Pérez venceu outra vez por 3-1, dessa vez em clássico de Avellaneda sobre um Independiente derrotado de virada no Cilindro. Seu primeiro gol veio na 31ª, em empate em 1-1 com o Instituto em Córdoba. A Supercopa seria vencida em junho, contra o Cruzeiro, com Pérez entrando em ambas as finais para substituir Rubén Paz nos últimos trâmites dos jogos, para cadenciar o meio-campo. No campeonato argentino, por sua vez, manteve até o fim a titularidade adquirida em março. O time terminou em elogiada 3ª colocação e Pérez, com vaga na seleção olímpica chamada às Olimpíadas de 1988.
O título da Supercopa foi especialmente importante por representar o primeiro troféu do Racing desde o Mundial Interclubes de 1967, com os mais de vinte anos sem taças incluindo até mesmo um rebaixamento (em 1983) seguido de de dois anos seguidos de ausência na primeira divisão argentina (com o regresso tardando até o fim de 1985). Com o tempo, a importância também se deveu por representar a única volta olímpica da Academia até 2001, quando o time encerrou jejum que seguia perdurando desde 1966 no campeonato argentino. Em um primeiro momento, todavia, a conquista da Supercopa chegou a fazer o elenco campeão embalar à liderança da metade inicial do campeonato argentino de 1988-89.
Contudo, a perda da liderança após a rodada final do primeiro turno, com tribunais tirando pontos de empate com o concorrente Boca Juniors devido à lesão que o goleiro adversário Carlos Fernando Navarro Montoya sofreu de rojões atirados desde a torcida racinguista, causou impacto anímico e o time decaiu bastante no segundo turno, a ponto de terminar apenas no nono lugar. O campeão seria justamente o Independiente, ao passo que uma séria lesão nos ligamentos do joelho viria a afetar por quase um ano a continuidade de Pérez.
O elenco vencedor de 1988 seria gradualmente desmanchado, mas Pérez consolidou-se gradualmente como a principal referência do Racing nas temporadas seguintes, chegando inclusive a tornar-se capitão e ter uma transferência ao Bayer Leverkusen dada como certa até a exigência financeira da presidência do clube argentino afastar o interesse dos alemães.  O time, porém, só consegue voltar no primeiro semestre de 1991 a brigar seriamente por algum título, ao concorrer novamente com o Boca pela liderança do Clausura. Na reta final, uma goleada de 6-1 no duelo direto acaba por novamente impactar o Racing para os compromissos seguintes e o time termina em 3º. Em paralelo, Pérez, com desavenças com corpo técnico e diretoria, viria a ser emprestado ao Ferro Carril Oeste para a temporada seguinte, sendo grato à experiência como verdolaga.

### Independiente

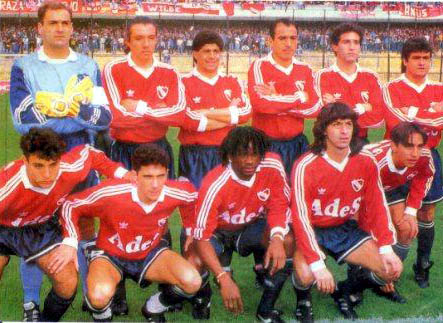
O Independiente em 1994. Pérez é o penúltimo em pé.

Sem ter o contrato renovado com o Racing, El Perico acabou acertando justamente com o arquirrival para a temporada 1992-93, logo demonstrando seu profissionalismo ao precisar ser contido para não brigar contra antigos companheiros em um dos clássicos ocorridos no segundo semestre de 1992. O Independiente ficaria entre os primeiros colocados dos dois torneios de 1993, ano em que chegou a passar 22 jogos seguidamente invicto; em contrapartida, muitos deles ocorreram em excessivos empates que também inviabilizavam que os títulos fossem logrados: o clube foi vice do Clausura para o Vélez Sarsfield e, embora terminasse em quinto no Apertura, situou-se a apenas dois pontos do campeão River Plate. Essa fase fez com que Pérez viesse a começar a defender a seleção principal.
O Rojo não era campeão justamente desde aquele título argentino de 1988-89 e conseguiu encerrar no Clausura 1994 um jejum expressivo para uma torcida acostumada a taças seguidas nas três décadas anteriores. Em meio ao torneio, Pérez foi à Copa do Mundo FIFA de 1994, que chegou a pausar aquele Clausura, disputado entre março e agosto. El Perico chegou a perder momentaneamente a posição para Raúl Cascini, mas fez com Diego Cagna a dupla de volantes habitualmente titular. Na reta final, contribuiu inclusive com gols na antepenúltima e penúltima rodadas, mantendo o Independiente no encalço do então líder Huracán, derrotado em duelo direto na rodada final. "Se dizia que o Huracán vinha em primeiro, mas que o Independiente jogava melhor. Nós nos falávamos intimamente e sabíamos que se chegássemos à partida final com esse ponto de diferença, éramos campeões", declararia Pérez em 2022 a respeito da importância de seguir um ponto abaixo do concorrente para estender a definição do campeonato até o confronto direto.
Nas semanas seguintes ao título do Clausura, o Independiente, já pelo Apertura, encerrou onze anos sem vitórias no clássico de Avellaneda. Cobrador oficial de pênaltis, Pérez converteu um para abrir o placar de vitória por 2-0, sem comemorar, em gesto que entrou para o folclore da rivalidade. Em 2022, declarou-se "mais decidido do que nunca" para cobrar a penalidade, ciente de que poderia ser visto como covarde pelas duas torcidas caso se recusasse, de que seria ainda mais renegado para os racinguistas se convertesse e de que causaria desconfianças para os rojos se perdesse. Em novembro, ele e o Independiente foram novamente campeões, já da Supercopa daquele ano, especialmente aguardada por ser o troféu expressivo que ainda faltava ao Rey de Copas, sentimento que o próprio Pérez também tinha intimamente.
Na campanha da Supercopa, Pérez marcou de pênalti sobre o Santos após ele próprio sofrer a penalidade cometida pelo goleiro Edinho; e sobressaiu-se na decisão com o Boca Juniors por saber conter o ímpeto adversário após este ter aberto o placar em La Bombonera no jogo de ida. Ao fim da vitória no jogo de volta, Pérez foi carregado e sorriu em direção a seus pais, torcedores do Rojo. Ao fim do ano, ele terminou negociado com o futebol europeu, vendido ao Sporting Gijón.
Até 2019, Pérez foi o último jogador a ser campeão tanto por Racing como por Independiente. Naquele ano, Nery Domínguez, integrante do título rojo na Copa Sul-Americana de 2017, venceu como racinguista o campeonato argentino de 2018-19. Desde então, Pérez segue sendo o último jogador campeão internacional pela dupla de Avellaneda.

### Fim de carreira
No Sporting Gijón, Pérez soube inicialmente manter-se na Seleção Argentina ao manter boa fase individual mesmo por uma equipe historicamente modesta em La Liga. O argentino tornou-se figura querida em Gijón justamente como liderança em exitosas fugas contra o rebaixamento. O clube acabou caindo ao fim da temporada 1997-98, em rebaixamento atribuído em parte justamente à saída de Pérez na virada de ano.
El Perico foi repatriado no primeiro semestre de 1998 pelo Estudiantes de La Plata, em passagem curta basicamente limitada àquele mesmo semestre; optou por encerrar precocemente a carreira pelo cansaço que sentia da vida de futebolista. No segundo semestre de 2000, chegou a retornar brevemente ao futebol competitivo como treinador do Ferro Carril Oeste após esse ex-clube ter sido rebaixado à segunda divisão ao fim da temporada 1999-2000. Seria sua única experiência como treinador, encerrada ainda em setembro.

## Seleção
Pérez defendeu primeiramente a seleção olímpica convocada aos Jogos de 1988, edição na qual o futebol olímpico ainda não era uma competição sub-23: qualquer jogador profissional que não houvesse disputado 90 minutos de uma Copa do Mundo FIFA (incluindo partidas de eliminatórias) e qualquer jogador oficialmente amador estava habilitado a participar. Pérez foi titular nos quatro jogos da campanha em Seul.
Ainda como jogador do Racing, esteve na primeira convocação que a seleção principal da Argentina realizou após a Copa do Mundo FIFA de 1990, embora não entrasse em campo. A estreia veio em 1993, na reta final das eliminatórias da Copa do Mundo FIFA de 1994, com Pérez sendo uma das novidades que Alfio Basile designou como reação à surpreendente derrota de 5-0 para a Colômbia em Buenos Aires.
Chamado à Copa do Mundo FIFA de 1994, Perico teve seu principal momento na seleção ao marcar, de falta, o gol de vitória sobre a Romênia ao fim daquele ano. Os romenos haviam eliminado os argentinos do Mundial, de modo que a vitória amistosa representou naquele contexto sentimento de revanche. Fez seus últimos jogos em 1995, disputando a Copa das Confederações daquele ano, encerrada com vice-campeonato para a Dinamarca; e a Copa América de 1995, com a Argentina parando nas semifinais após famoso gol de mão de Túlio Maravilha no duelo com o Brasil. A partida terminou empatada e, embora Pérez convertesse sua cobrança na decisão por pênaltis que se seguiu, o rival terminou prevalecendo.

## Títulos

### Racing
- Supercopa Libertadores: 1988 [2][9]

### Independiente
- Campeonato Argentino: Clausura 1994 [2]
- Supercopa Libertadores: 1994 [2]